# 泯比沙子
泯 比沙子（みん ひさこ）は、日本のパンク歌手である。

## 経歴
- 1983年5月 - 即興音楽ユニットT.S.Nのステージに飛び入り参加でデビュー。
- 1985年4月 - 泯比沙子withTEN-NO（Vo.&G. Duo）として初の東京ライブを渋谷東横劇場（東急百貨店東横店）で行う。
- 1985年5月 - 泯比沙子withクリナメン結成。福岡ビブレホール（天神ビブレ）で初ライブ。
- 1985年9月 - 都立家政スーパーロフトでのライブの模様が講談社『フライデー』に掲載。
- 1986年4月 - 御披露目「泯比沙子ツアー（福岡・京都・名古屋・新宿・静岡・大阪）」。新宿ロフトで大爆発。
- 1986年6月 - 1stミニアルバム「LOVE&WAR」をキャプテンレコードよりリリース。全国各地で精力的なライブ活動。
  - あやふやだった表記を泯比沙子＆クリナメンに統一。
- 1986年11月〜 - イベント「子どもたちのCity」に参加。（豊島公会堂・横浜市教育会館・後楽園球場特設テント）
- 1987年2月 - 参加オムニバスアルバム「子どもたちのCity」がアポロン音工よりリリースされる。
- 1987年3月 - 「子どもたちのCityツアー（名古屋雲竜会館・京都ビッグバン・大阪センサスホール）」に参加。
  - ミン＆クリナメンとバンド名に改める。
- 1987年5月 - シングル「世界によろしく」をナゴムレコードよりリリース。
- 1987年秋 - 筋肉少女帯との対バンイベント「筋vs泯」を豊島公会堂等で開催。
- 1987年10月 - メジャー1st「猿の宝石」をアポロン音工よりリリース。「モンキーツアー'87」で全国行脚。
- 1988年3月 - 若過ぎたという理由でプロモーション期間内にミン＆クリナメン解散表明。新宿ロフトで最後のライブ。
- 1992年10月 - 田口トモロヲのソロアルバム『バチカリスト』の収録曲「SIXTEEN」にボイス参加。
- 2001年5月 - MIN13として福岡でライブ活動再開。
- 2002年2月 - MIN13活動休止。
  - 以後、ソロ名義で不定期にライブを行う。
- 2002年8月 - 編集盤『猿の宝石＋2Songs』をテイチクエンタテインメントよりリリース。
- 2010年11月 - 泯比沙子とハイライトセブンとして東京、福岡でライブ。
- 2012年1月 - 福岡の即興演奏ライブイベントに参加。
- 2012年9月〜 - 泯比沙子＆島流しを結成し全新曲でライブ活動開始。
- 2014年3月 - ライブ中のダイブで左脚を負傷。十字靭帯断絶および半月板損傷と診断される。
- 2014年5月 - 泯比沙子＆島流しとして東京初遠征ライブを新宿URGAで行う。
- 2014年7月 - シングル「世界によろしく」(Remastering)がナゴムカタログ第３弾として配信リリース。
- 2015年7月〜 - USTREAMライブストリーミングスタジオ兼チャンネルDOMMUNEにて「泯比沙子の死んじゃったって愛してるって言ってくれ（屍物語）」を東京遠征時など不定期に配信。
- 2015年7月 - 非常階段featuring泯比沙子として新宿URGAでライブを行う。
- 2015年11月〜 - 「RUMBLING OF THE GROUND（屍物語）」と題したライブ企画を立ち上げ定期的に都内で開催。自身も出演しナスカ・カーなど様々なバンドやミュージシャンとのコラボレーションを行う。
- 2016年8月 - 泯比沙子＋ナスカ・カーとしてのアルバム「LOVE & WAR NOW!」をナスカ・カー・レコーディングスよりリリース。
- 2016年12月 - 長らく活動休止状態だった、泯比沙子&島流しの解散を発表。
- 2018年5月 - 泯比沙子＋森本在臣として不定期にライブを行っている。
- 2019年9月24日&11月21日 - STALIN Yに参加。
- 2025年6月9日 - インディーズ学園ナゴギャ校学園祭

## ディスコグラフィー
1. LOVE＆WAR  （1986年 ピクチャー盤）
肉体の天使／HAGOROMO／LIKE A ALIEN／I LOVE WAR
2. 子どもたちのCity （1987年 オムニバス盤）
フューチャー・ナウ!!〜拝啓。未来様、あなたはとってもいかがわしい。〜
3. 世界によろしく （1987年）
世界によろしく（全世界児童革命）／夢見るシャンソン人形I／夢見るシャンソン人形Ⅱ
4. 猿の宝石 （1987年）
フラッシュ・ザ・ナイト／タコツボ／ササヤキ／ハゴロモ／猿の宝石／フューチャー・ナウ!!（Studio Live Version）
5. フロム ビギニングス〜キャプテン・レコード初期作品集〜 （1990年 オムニバス盤）
LIKE A ALIEN／肉体の天使／HAGOROMO
6. 今日から俺は!! -Soundtrack- （1992年 珉餃子名義）
高校デビュー
7. 猿の宝石＋2Songs （2002年 編集盤）
フラッシュ・ザ・ナイト／タコツボ／ササヤキ／ハゴロモ／猿の宝石／フューチャー・ナウ!!（Studio Live Version）／夢見るシャンソン人形I／夢見るシャンソン人形II
8. LOVE＆WAR NOW! （2016年）
無礼講／ライク・ア・エイリアン／アイ・ラブ・ウォー／甘い暴力／肉体の天使／なにもない／危機／ウサギ／ハゴロモ／これでおしまいです。アーメン。／ネバー・エンディング・ストーリー